# 李建唐
李建唐（1925年12月23日—2017年8月13日），聖名西爾物斯德肋，天主教太原總教區主教，生前身兼山西省天主教愛國會主席和教務委員會秘書長與教廷承認的主教，也是山西省政協委員。
生於太原市晉源區洞兒溝村，1939年進入榆次教區安多尼小修院學習；1944年回村務農。1948年入太原教區小修院備修。1949年先後在北京耕莘中學及文生學院攻讀神哲學。1956年3月16日由同省洪洞教區韓廷弼主教祝聖為神父；在1966至1980年間被強制到崇善寺解放縫紉廠勞改，獲釋後回到堂區服務。
他曾任南郊五府營本堂、洞兒溝本堂，至1991年任太原教區副主教兼總堂本堂，於1994年12月18日晉牧成，直至2013年11月24日榮休。在1996至2008年間，李主教擔任山西修院理事會成員，並在2000至2001年擔任修院院長一職。
李主教晚年有小腦萎縮的問題，身體每況愈下。生前數天吃飯不太好，「13日上午有嘔吐，情況不太好，醫院大夫也沒有效方案，在諸親友、孟寧友主教和其他神父的陪伴下在主教府中離世」。

## 提前晉鐸與牧職
曾對當年榆次教區小修院院長進行過訪談的教會史研究學者張傳聖對天亞社說，李主教還是修生時，學業尚未完成但因為年紀比別人大，所以修院與香港的主教通信，建議破格讓他祝聖為神父。但幾個月後修道院被解散，且班內只有他一人保有聖召，因而成為了教會重建的主力。
張傳聖又指出，文革時山西教會是全國唯一連主教都槍斃了的地區，摧殘殆盡，但李主教卻收回不少沒收的教堂與土地，重建許多教堂。